# 12612 Дом'є
12612 Дом'є́ (12612 Daumier) — астероїд головного поясу, відкритий 24 вересня 1960 року.
Тіссеранів параметр щодо Юпітера — 3,481.